# Jeneba Tarmoh
Jeneba Tarmoh (ur. 27 września 1989) – amerykańska lekkoatletka, sprinterka.

## Osiągnięcia
- 3 złote medale mistrzostw świata juniorów (Pekin 2006 – sztafeta 4 x 100 m i Bydgoszcz 2008 – bieg na 100 m oraz sztafeta 4 x 100 m)
- złoty medal igrzysk olimpijskich w Londynie w sztafecie 4 x 100 m (eliminacje)
- srebrny medal w sztafecie 4 x 100 m oraz 5. miejsce w biegu na 200 m podczas mistrzostw świata w Moskwie (2013)
- złoto IAAF World Relays (sztafeta 4 × 100 m, Nassau 2014)

8 sierpnia 2006 w Eugene (Oregon) amerykańska sztafeta 4 x 100 metrów w składzie: Bianca Knight, Tarmoh, Elizabeth Olear oraz Gabrielle Mayo ustanowiła do dziś aktualny rekord świata w kategorii juniorek (43,29).

## Rekordy życiowe
- bieg na 100 metrów – 10,93 (2013 i 2015)
- bieg na 200 metrów – 22,23 (2015) / 22,06w (2014)
- bieg na 60 metrów (hala) – 7,22 (2012 i 2013)
- bieg na 200 metrów (hala) – 22,88 (2011)

## Najlepsze rezultaty według sezonów

### 100 m
| Sezon | Rezultat | Miejsce      | Data       |
| ----- | -------- | ------------ | ---------- |
| 2012  | 11,07    | Eugene       | 23/06/2012 |
| 2011  | 11,23    | Eugene       | 23/06/2011 |
| 2010  | 11,19    | Columbia     | 16/05/2010 |
| 2009  | 11,31    | Austin       | 02/05/2009 |
| 2008  | 11,21    | Columbus     | 20/06/2008 |
| 2007  | 11,27    | Sacramento   | 02/06/2007 |
| 2006  | 11,24    | Indianapolis | 22/06/2006 |
| 2005  | 11,81    | San Jose     | 06/05/2005 |

### 200 m
| Sezon | Rezultat | Miejsce      | Data       |
| ----- | -------- | ------------ | ---------- |
| 2012  | 22,35    | Eugene       | 30/06/2012 |
| 2011  | 22,28    | Eugene       | 26/06/2011 |
| 2010  | 22,65    | Columbia     | 16/05/2010 |
| 2009  | 23,32    | Waco         | 18/04/2009 |
| 2008  | 22,94    | Fayetteville | 31/05/2008 |
| 2007  | 23,34    | Sacramento   | 01/06/2007 |
| 2006  | 23,14    | Indianapolis | 23/06/2006 |
| 2005  | 24,04    | Los Gatos    | 27/05/2005 |